# 埃德尼爾森·安德拉德·多斯桑托斯
埃德尼爾森·安德拉德·多斯桑托斯（葡萄牙語：Edenílson Andrade dos Santos；1989年12月18日—），简称埃德尼爾森（葡萄牙語：Edenílson），巴西職業足球員，司職中場，現效力巴甲球會國際體育會。

## 俱樂部生涯
意甲球會乌迪内斯官方宣佈，埃德尼爾森租借至热那亚到2017年6月30日，有買斷條款。
埃德尼爾森在熱那亞失去主力位置後，被烏迪內斯租給了國際體育會，代表球隊出戰州聯賽。

## 外部連結
- Soccerway資料庫：埃德尼爾森·安德拉德·多斯桑托斯